# Gigi Edgley

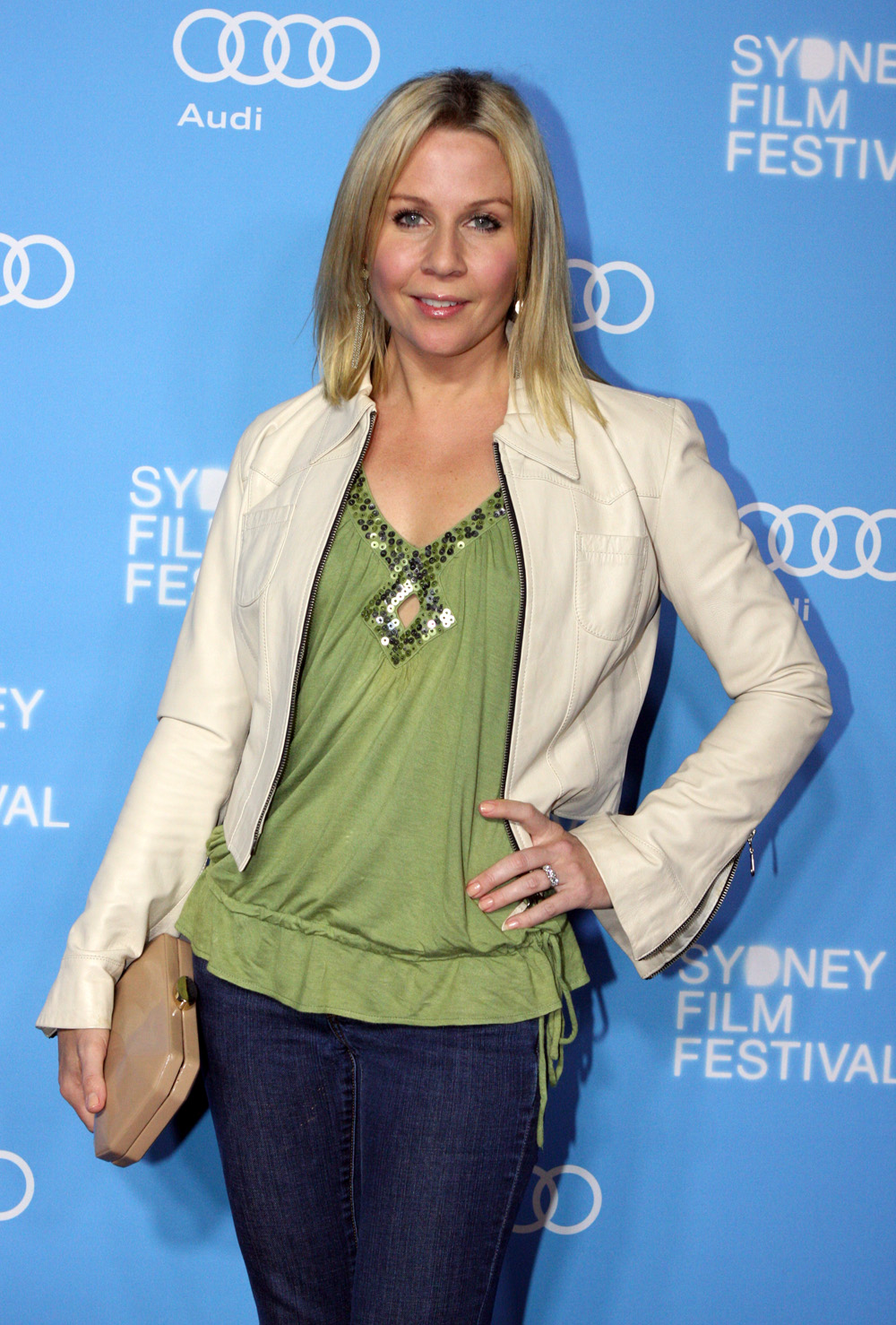
Gigi Edgley (2013)

Gigi Edgley (* 16. November 1977, Perth, Western Australia) ist eine australische Schauspielerin, bekannt durch ihre Rolle der Chiana in der Science-Fiction-Serie Farscape.

## Biografie
Gigi Edgley ist die Tochter von MBE Michael Edgley und der ehemaligen Miss Australien Jeni Edgley. 1998 machte sie ihren Bachelor of Arts an der Queensland University of Technology.
Ihre erste Rolle hatte Edgley 1998 in dem Doku-Drama Das Zugunglück (The Day of the Roses) zum Granville Zugunglück in der Nähe von Sydney von 1977. Es folgten Gastauftritte in verschiedenen australischen Fernsehserien.
Von 1999 bis 2003 spielte Edgley eine der Hauptrollen in Farscape sowie in der abschließenden Miniserie Farscape: The Peacekeeper Wars 2004. Dieses Engagement brachte ihr unter anderem 2002 eine Nominierung für den Saturn Award als beste Nebendarstellerin einer Fernsehserie ein.
Von 2009 bis 2011 hatte sie eine der Hauptrollen in der australischen Fernsehserie Rescue: Special Ops.

## Filmografie (Auswahl)
- 1998: Das Zugunglück (The Day of the Roses)
- 1999: Water Rats – Die Hafencops (Water Rats, Fernsehserie)
- 1999–2002: Beastmaster – Herr der Wildnis (Beastmaster: The Legend Continues, Fernsehserie)
- 1999–2003: Farscape (Fernsehserie)
- 2000: The Monkey’s Mask
- 2001: Die verlorene Welt (The Lost World, Fernsehserie)
- 2004: Stingers (Fernsehserie)
- 2004: Farscape: The Peacekeeper Wars
- 2006: Last Train to Freo
- 2007: The Starter Wife – Alles auf Anfang (The Starter Wife)
- 2008: Newcastle
- 2009–2011: Rescue: Special Ops (Fernsehserie)
- 2010: Quantum Apocalypse – Der Tag des jüngsten Gerichts (Quantum Apocalypse)
- 2016: Star Trek Continues, Folge 6 (Come Not Between the Dragons, Gaststar)